# 제이크 폴
제이크 폴(Jake Paul, 1997년 1월 17일~)은 미국의 유튜버, 배우, 복서 및 래퍼이다. 바인에서 인기를 얻었고, 디즈니 채널 《핵꿀잼 비짤봙》에서 2016년부터 2018년까지 두 시즌 동안 더크 맨 역을 연기했다. 2017년에 데뷔 싱글 "It's Everyday Bro"를 발매했고, 2018년부터 복서로 활동하기 시작했다. 불법 집회 혐의로 기소되는 등 경력 동안 여러 논란의 중심이 되었다.

## 생애
제이크 폴은 1997년 1월 17일에 오하이오주 클리블랜드에서 태어났다. 10살 때부터 카메라로 자신의 삶을 기록하고 웃긴 행동을 했다.

## 엔터테인먼트 경력

### 2013-2016: 바인, 유튜브,Bizaardvark
폴은 2013년부터 바인에 동영상을 올리기 시작했고, 팔로워 530만 명과 조회수 20억회를 기록했다. 2014년에 유튜브 활동을 시작했고, 그의 채널은 장난, 논란, 힙합 음악으로 잘 알려져 있다.
폴은 2016년에 디즈니 채널의 코미디 시리즈 Bizaardvark에 출연했다. KTLA가 그의 이웃들이 그의 장난, 파티, 팬들이 그의 집 근처에 모이는 것 때문에 소음에 시달린다고 보도하자, 디즈니는 2017년에 그가 시리즈를 떠날 것이라고 발표했다.

### 2017-2020: 팀 10과 음악
폴은 2016년에 엔터테인먼트 공동체 팀 10을 설립했고, 10대 엔터테이너 중심의 인플루언서 마케팅 매니지먼트와 크리에이티브 에이전시를 설립하기 위해 100만 달러를 지원받아 2017년 1월에 미디어 회사 팀돔을 시작했다. 5월에 데뷔 싱글 "It's Everyday Bro"를 발매했고, 이는 빌보드 핫 100 91위를 기록했다. 팀 10은 2018년 여름에 북미 투어를 돌았으나, 멤버들은 하나둘씩 팀을 떠났다.
폴은 <포브스>의 2018년 가장 수입이 많은 유튜버 목록에서 2위를 기록했다.

### 2021-현재: 스포츠 사업
폴은 2021년에 기업가 제프리 우와 함께 모험 자본 "안티 펀드"를 시작했다. 안티 펀드는 엔젤리스트의 롤링 펀드 플랫폼을 활용해 투자자들이 관심 있는 후원자들의 분기별 구독을 통해 자금을 모을 수 있도록 한다. 8월에 투자 라운드에서 3000만 달러를 모금해 스포츠 도박 업체 심플벳에 대한 투자를 주도했다.
폴은 7월에 사이버불링 방지 자선단체 "복싱 불리스"를 설립했다. 모스트 밸류어블 프로모션스를 설립한 후 9월에 복서 아만다 세라노와 프로모션 계약을 체결했다. 2022년에 스포츠 미디어와 모바일 베팅 회사 베터(Betr)를 설립했다.

## 복싱 경력
폴은 복싱 경력은 2018년 8월에 아마추어 대회에서 유튜버 데지 올라툰지를 5라운드에서 TKO로 꺾으면서 시작되었다. 그는 프로 복싱으로 전환한 후 2020년 1월에 유튜버 애니슨깁을 1라운드에서 TKO로 이겼다. 7월에 전직 농구 선수 네이트 로빈슨을 2라운드에서 KO로, 2021년 4월에 전직 종합격투기 선수 벤 아스크렌을 1라운드에서 TKO로 꺾었다. 8월에 타이론 우들리를 스플릿 디시전으로 이겼고, 12월 재경기에서 그를 6라운드에서 KO로 꺾었다. 이 KO는 ESPN에서 올해의 녹아웃을 수상했다.

## 논란

### 콘텐츠 논란
폴은 2018년 1월 3일에 "I lost my virginity"라는 동영상을 업로드했고, 섬네일로 당시 여자친구 에리카 코스텔이 자신 위에서 반나체로 포즈를 취하고 있는 사진을 사용했다. 그 결과 유튜브는 해당 동영상에 연령 제한을 적용했고, 킴스타 등의 비평가들은 섬네일이 어린 시청자들에게 부적절하다고 비판했다. 해당 섬네일은 나중에 폴과 코스텔이 옷을 다 입고 서로 만지지 않는 사진으로 교체되었다. TMZ는 이틀 뒤에 폴이 프리스타일 랩을 하면서 "nigga"를 여러 번 사용한 영상을 공개했다.

### 사기 혐의
폴은 2018년 초에 젊은 사람들에게 성공하고, 삶의 기술을 배우고, 인터넷으로 돈을 버는 방법을 알려주는 웹사이트 에드플루언스를 시작했다. 원래는 사용자가 7달러를 지불하면 인플루언서로 성공하기 위한 "로드맵"을 제시하는 일련의 영상을 시청할 수 있었다. 그러나 실제로는 7달러를 지불해도 전체 프로그램을 수강할 수 없었고, 몇 가지 기본적인 팁만 배울 수 있었다.
폴은 2019년 1월 3일에 유튜버 라이스검과 함께 디지털 "미스터리 박스"를 열면 무작위로 아이템 1개를 실제로 얻을 수 있는 웹사이트 미스터리브랜드를 홍보하여 비난을 받았다. 많은 사용자들은 이 사이트에서 당첨된 상품을 받지 못했다고 주장했다.
폴은 2020년 2월 15일에 브랜드 개발 회사 젠지 홀딩스와 제휴하여 아이들에게 온라인 존재감을 형성하는 방법을 가르치는 월 구독료 19.99달러의 플랫폼을 만들 것이라고 발표했다. 이 "금융 자유 운동"은 구독자들에게 "제이크 폴의 개인적인 경험, 의식, 비밀 공식"과 "최첨단 멘토링, 코칭, 훈련"을 제공할 것을 약속했다. 몇몇 사람들은 이 프로그램을 비판했고, 한 인터뷰 진행자는 이것이 그의 어린 팬들에게 잘못된 메시지를 전할 수 있다고 지적했다.
폴은 2022년 2월 18일에 암호화폐 회사 세이프문을 상대로 제기한 집단소송에서 SNS에 오해의 소지가 있는 정보로 이를 홍보했다는 이유로 닉 카터, 솔자 보이, 릴 야티, 유튜버 벤 필립스와 함께 피고로 지정되었다. 유튜버 커피질라는 2022년 3월에 그가 암호화폐와 대체 불가능 토큰을 사용해 팬들을 대상으로 220만 달러 규모의 사기를 쳤다고 주장했다.

### 공적 불법방해 소송과 코로나19
폴이 자신의 집 주소를 공개하자 팬들이 그의 집 밖에 모여들었다. 이에 이웃들은 여러 차례 소음 민원을 넣었고, 결국 그를 상대로 공적 불법방해(public nuisance) 집단소송을 제기했다. 그의 집의 소유주인 코브라 애퀴지션도 그를 상대로 250만 달러 소송을 제기했다.
폴은 코로나19 범유행에도 불구하고 2020년 7월 11일에 캘리포니아주 칼라바사스에 있는 자택에서 대규모 파티를 열었다. 수십 명의 사람들이 마스크를 착용하지 않고 사회적 거리두기를 지키지 않은 채 파티에 참석했다. 칼라바사스 시장 알리샤 와인트라우브는 이것이 "모든 사람들이 삶을 정상으로 되돌리기 위해 하고 있는 모든 노력을 무시하는 것"이라며 분노했다. 그녀는 나중에 폴과 파티 참석자들에 대한 처벌을 검토하고 있다고 밝혔다.
폴은 2020년 11월 25일에 <더 데일리 비스트>와의 인터뷰에서 코로나19 관련 추가 논란을 일으켰다. 인터뷰 진행자 말로 스턴이 그에게 7월 11일 파티 관련 언행을 후회하냐고 묻자, 그는 코로나19는 "거짓"이며 "관련 뉴스의 98%는 가짜"라고 답했다. 또한 미국의 방역 대책이 "우리 사회에 가장 해로운 것"이며 종료되어야 한다고 주장했다. 여러 사람들은 이 인터뷰를 비난했고, 타일러 오클리는 그가 "공격적으로 무식"하고 "부끄럽다"고 평했다.

### 애리조나 쇼핑몰 폭동 참가
폴과 그의 친구들은 2020년 5월 30일에 조지 플로이드 시위에 참가한 후 애리조나주 스코츠데일 패션 스퀘어 근처로 저녁을 먹으러 갔다. 그러나 시위는 곧 격해졌고, 몇몇은 쇼핑몰을 약탈하기 시작했다. 폴과 그의 친구들이 폭동을 목격한 후 쇼핑몰 안으로 들어가 사건을 기록하는 장면이 여러 차례 포착되자, 네티즌들은 그가 쇼핑몰 한복판에 서서 사람들이 가게를 약탈하는 것을 목격했다고 비판했다. 이후 그는 SNS에서 폭력사태를 규탄하며 사과했다. 또한 약탈 혐의를 부인하며 "우리는 우리의 경험을 공유하고 여행한 모든 지역에서 느꼈던 분노에 더 많은 주의를 끌기 위해 우리가 본 모든 것을 촬영했다. 관여하지 않고 기록하기만 했다."라고 밝혔다. 2020년 6월 4일에 폭동 중에 쇼핑몰에 있었다는 이유로 불법 침해(criminal trespass)와 불법 집회(unlawful assembly) 혐의로 기소되었다. 애리조나주 검찰청은 2021년 8월에 그가 이 사건과 관련해 기소되지 않을 것이라고 밝혔다.

### 성폭력 혐의
틱톡커 저스틴 파라다이스는 2021년 4월 9일에 폴이 2019년에 팀 10 하우스에서 자신에게 구강성교를 강요하고 자신을 동의 없이 만졌다고 주장했다. 그는 이에 대해 "성폭력 혐의는 그 누구라도 가볍게 여겨서는 안 되는 일이지만, 이 주장은 100% 거짓이다."라고 답변했다. 이후 모델 레일리 롤리는 그가 자신을 "jailbait"이라고 부르고 몸을 더듬었다고 밝혔다.

### 푸에르토리코에서의 조사
폴은 2021년 5월 15일에 푸에르토리코의 한 해변에서 전동차를 탄 혐의로 푸에르토리코 자연환경자원부의 조사를 받았다. 푸에르토리코에서는 바다거북 등의 야생동물을 보호하기 위해 해변에서 전동차를 타는 것이 불법이다. 폴은 나중에 악의는 없었다고 사과했다.

## 사생활
폴은 유튜버 알리사 바이올렛과 교제하다가 2017년 2월에 결별했다. 이후 유튜버 에리카 코스텔과 교제하다가 2018년 11월에 결별했다. 2019년 4월에 타나 모조와 사귀기 시작했다. 두 사람은 6월에 약혼을 발표했지만, 많은 팬들과 평론가들은 약혼이 사실이라고 생각하지 않았다. 폴과 모조는 7월에 결혼했으나, <인터치>는 이들이 결혼식 전에 결혼 허가를 받지 않았으며 주례자 역시 네바다 주로부터 면허를 받지 않았다고 보도했다. 즉 이 결혼은 법적 구속력이 없었다. 결혼식은 MTV No Filter: Tana Turns 21 방송을 위해 녹화되었고, 모조는 방송의 한 에피소드에서 결혼식이 "재미와 콘텐츠를 위해 하고 있는, 재미있고 가벼운 것"이라고 밝혔다. 두 사람은 2020년 1월에 결별을 발표했다. 2020년 2월에 모델 줄리아 로즈와 교제하기 시작했다.

## 복싱 기록

### 프로 복싱
| 5경기       | 5승 | 0패 |
| ----------- | --- | --- |
| 녹아웃 기준 | 4   | 0   |
| 판정 기준   | 1   | 0   |

### 아마추어 복싱
| 1경기       | 1승 | 0패 |
| ----------- | --- | --- |
| 녹아웃 기준 | 1   | 0   |

## 페이퍼뷰 경기

### 주연
| #    | 날짜             | 경기             | 제목                        | 판매량    | 네트워크 | 수익         |
| ---- | ---------------- | ---------------- | --------------------------- | --------- | -------- | ------------ |
| 1    | 2021년 4월 17일  | 폴 vs. 아스크렌  | Jake Paul vs. Ben Askren    | 1,500,000 | 트릴러   | $75,000,000  |
| 2    | 2021년 8월 29일  | 폴 vs. 우들리    | Jake Paul vs. Tyron Woodley | 500,000   | 쇼타임   | $29,900,000  |
| 3    | 2021년 12월 18일 | 폴 vs. 우들리 II | Leave No Doubt              | 200,000   | 쇼타임   | 빈칸         |
| 총합 | 총합             | 총합             | 총합                        | 2,200,000 |          | $104,900,000 |

### 공동 주연
| #    | 날짜             | 경기                                 | 제목               | 판매량    | 네트워크 | 수익        |
| ---- | ---------------- | ------------------------------------ | ------------------ | --------- | -------- | ----------- |
| 1    | 2018년 8월 25일  | KSI vs. 로건 폴 데지 vs. 제이크 폴   | KSI vs. Logan Paul | 1,300,000 | 유튜브   | $13,000,000 |
| 2    | 2020년 11월 28일 | 타이슨 vs. 존스 주니어 폴 vs. 로빈슨 | Lockdown Knockdown | 1,600,000 | 트릴러   | $80,000,000 |
| 총합 | 총합             | 총합                                 | 총합               | 2,900,000 |          | $93,000,000 |

## 출연 작품

### 영화
| 연도 | 제목           | 역할 |
| ---- | -------------- | ---- |
| 2016 | Dance Camp     | 랜스 |
| 2016 | Mono           | 두건 |
| 2019 | Airplane Mode  | 본인 |
| 2020 | Mainstream     | 본인 |
| 2022 | A Genie's Tail | 웬들 |

### 텔레비전
| 연도    | 제목                           | 역할    | 비고            |
| ------- | ------------------------------ | ------- | --------------- |
| 2016-18 | 핵꿀잼 비짤봙                  | 더크 맨 | 주연 (시즌 1-2) |
| 2016    | The Monroes                    | 콘래드  |                 |
| 2016    | Walk the Prank                 | 본인    | 특별출연        |
| 2017    | The Price Is Right             | 본인    | 특별출연        |
| 2020    | Ridiculousness                 | 본인    | 시즌 16; 24화   |
| 2022    | Real Sports with Bryant Gumbel | 본인    | "제이크 폴" 편  |

### 웹 콘텐츠
| 연도 | 제목                            | 역할 |
| ---- | ------------------------------- | ---- |
| 2018 | The Mind of Jake Paul           | 본인 |
| 2021 | All Access: Paul vs. Woodley    | 본인 |
| 2021 | All Access: Paul vs. Woodley II | 본인 |
| 2022 | All Access: Paul vs. Rahman     | 본인 |

## 음반 목록

### EP
| 제목                  | 상세                                              |
| --------------------- | ------------------------------------------------- |
| Litmas (with Team 10) | - 발매일: 2017년 12월 1일 - 형식: 디지털 다운로드 |

### 싱글
| 제목                                                                | 연도 | 최고 차트 순위 | 최고 차트 순위 | 최고 차트 순위 | 인증             |
| 제목                                                                | 연도 | US             | CAN            | SCO            | 인증             |
| ------------------------------------------------------------------- | ---- | -------------- | -------------- | -------------- | ---------------- |
| "It's Everyday Bro" (featuring Team 10)                             | 2017 | 91             | 56             | 42             | - RIAA: 플래티넘 |
| "Ohio Fried Chicken" (featuring Chance Sutton and Anthony Trujillo) | 2017 | —              | —              | —              |                  |
| "Jerika"                                                            | 2017 | 86             | 76             | —              |                  |
| "That Ain't on the News"                                            | 2017 | —              | —              | —              |                  |
| "No Competition" (with Neptune)                                     | 2017 | —              | —              | —              |                  |
| "It's Everyday Bro (Remix)" (featuring Gucci Mane)                  | 2017 | —              | —              | —              |                  |
| "My Teachers" (featuring Sunny and AT3)                             | 2018 | —              | —              | —              |                  |
| "Cartier Vision" (featuring AT3 and Jitt n Quan)                    | 2018 | —              | —              | —              |                  |
| "Champion" (featuring Jitt n Quan)                                  | 2018 | —              | —              | —              |                  |
| "No Competition" (with Neptune)                                     | 2019 | —              | —              | —              |                  |
| "Fresh Outta London"                                                | 2020 | —              | —              | —              |                  |
| "23"                                                                | 2020 | —              | —              | —              |                  |
| "Dummy" (with TV Gucci)                                             | 2020 | —              | —              | —              |                  |
| "Park South Freestyle"                                              | 2020 | —              | —              | —              |                  |
| "Dana White Diss Track"                                             | 2022 | —              | —              | —              |                  |

## 도서 목록
- You Gotta Want It (2016)[60]

## 수상 및 후보
| 시상식                  | 연도 | 부문                     | 후보                         | 결과 | 각주   |
| ----------------------- | ---- | ------------------------ | ---------------------------- | ---- | ------ |
| ESPN 링사이드 어워드    | 2021 | 올해의 녹아웃            | 제이크 폴의 타이론 우들리 KO | 수상 | [ 25 ] |
| 쇼티 어워드             | 2014 | 바이네오그래퍼 어워드    | 본인                         | 후보 | [ 61 ] |
| 쇼티 어워드             | 2014 | 코미디언 어워드          | 본인                         | 후보 | [ 61 ] |
| 스포츠 일러스트레이티드 | 2021 | 올해의 브레이크아웃 복서 | 본인                         | 수상 | [ 62 ] |
| 스트리미 어워드         | 2017 | 올해의 크리에이터        | 본인                         | 후보 | [ 63 ] |
| 스트리미 어워드         | 2017 | 브레이크아웃 크리에이터  | 본인                         | 후보 | [ 63 ] |
| 틴 초이스 어워드        | 2017 | 초이스 뮤직 웹스타       | 본인                         | 수상 | [ 64 ] |
| 틴 초이스 어워드        | 2017 | 초이스 유튜버            | 본인                         | 수상 | [ 64 ] |